# 桢陵县
桢陵县，中国古县名。
西汉置，治所在今内蒙古自治区清水河县西北黄河东岸。为云中郡西部都尉治。东汉改名箕陵县，末年废。 